# Stein-Bockenheim

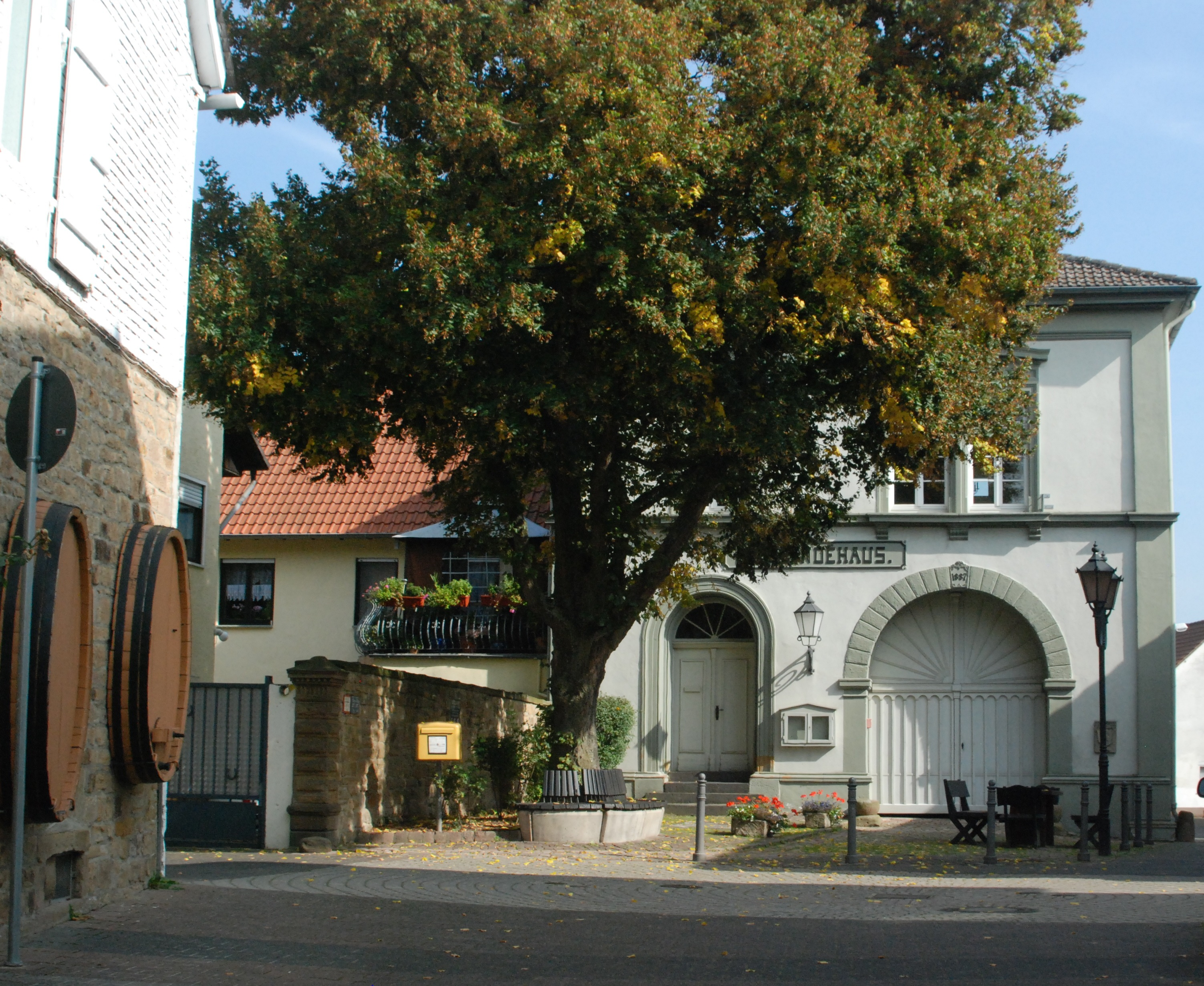
Rathaus (erbaut 1887)

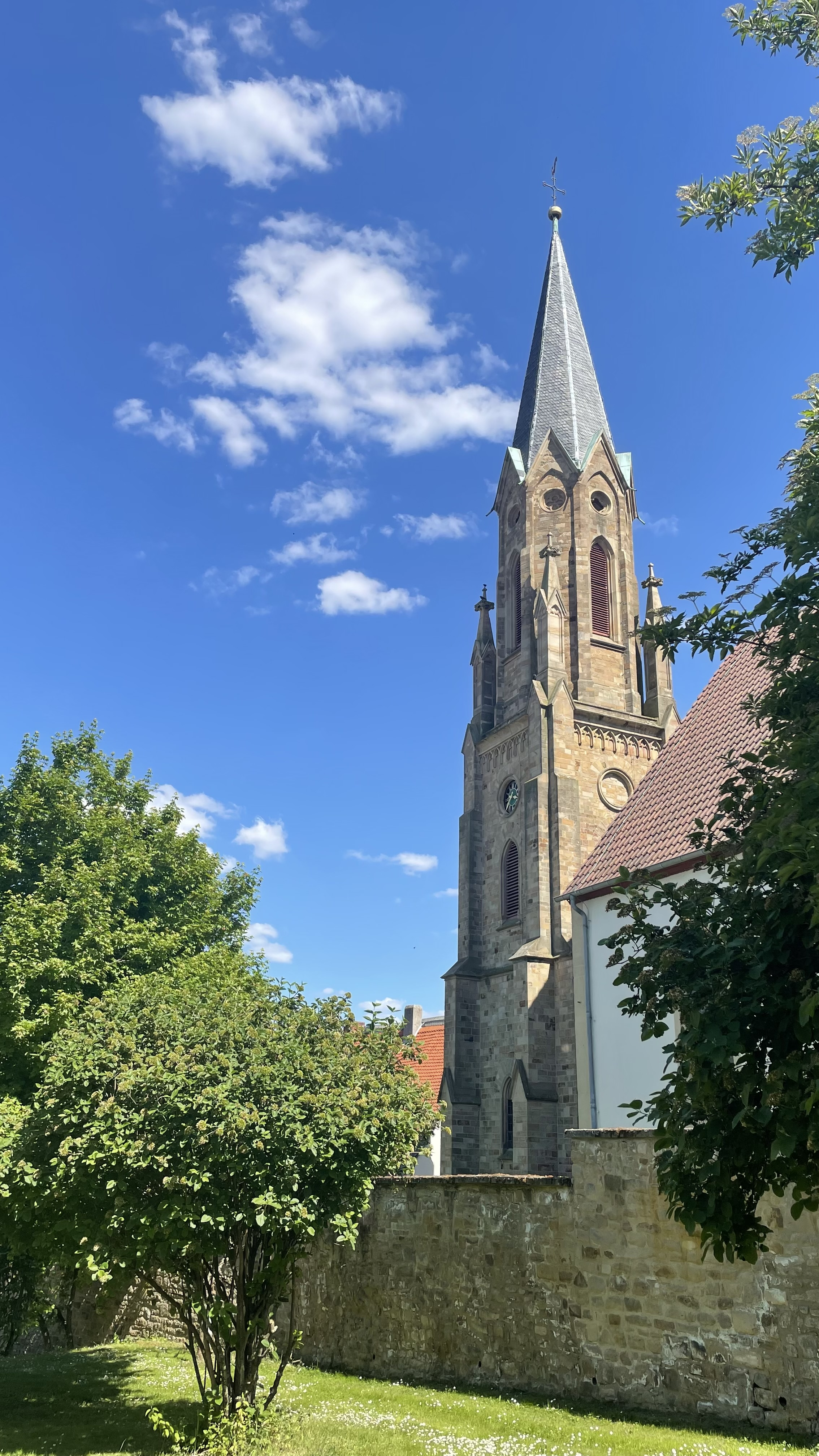
Evangelische Pfarrkirche

Stein-Bockenheim ist eine Ortsgemeinde im Landkreis Alzey-Worms in Rheinland-Pfalz. Sie gehört der Verbandsgemeinde Wöllstein an.

## Geographie
Als Weinbaugemeinde liegt Stein-Bockenheim im größten Weinbau treibenden Landkreis Deutschlands und mitten in der Rheinhessischen Schweiz im Weinanbaugebiet Rheinhessen. 160 ha des Gemeindegebietes sind Weinberge und 390 ha Wiesen und Felder. Der Ort wird überragt vom 36 m hohen Turm der evangelischen Kirche.
Südlich von Stein-Bockenheim entspringt der Dunzelbach.

## Geschichte
Die erste urkundliche Erwähnung erfolgte im Jahre 784 als Buckenheim.

## Politik

### Gemeinderat
Der Gemeinderat in Stein-Bockenheim besteht aus zwölf Ratsmitgliedern, die bei der Kommunalwahl am 9. Juni 2024 in einer Mehrheitswahl gewählt wurden, und dem ehrenamtlichen Ortsbürgermeister als Vorsitzendem. Bei der Wahl 2019 wurden die Ratsmitglieder in einer personalisierten Verhältniswahl gewählt, da zwei Wahlvorschläge eingereicht wurden.
Die Sitzverteilung im Gemeinderat:
| Wahl | SPD               | WGJ               | Gesamt   |
| ---- | ----------------- | ----------------- | -------- |
| 2024 | per Mehrheitswahl | per Mehrheitswahl | 12 Sitze |
| 2019 | 3                 | 9                 | 12 Sitze |
| 2014 | per Mehrheitswahl | per Mehrheitswahl | 12 Sitze |
| 2009 | per Mehrheitswahl | per Mehrheitswahl | 12 Sitze |

- WGJ = Wählergruppe Jahn

### Bürgermeister
Ortsbürgermeister ist Thorsten Jahn. Bei der Direktwahl am 26. Mai 2019 wurde er mit einem Stimmenanteil von 87,64 % gewählt und damit Nachfolger von Siegbert Mees, der nach 30 Jahren im Amt nicht mehr kandidiert hatte. Bei der Direktwahl am 9. Juni 2024 wurde er als einziger Bewerber mit 75,9 % für weitere fünf Jahre in seinem Amt bestätigt.

### Wappen
Das Wappentier der Gemeinde ist der Steinbock, der jedoch keine historischen Wurzeln hat. Er sollte wahrscheinlich die Vorsilbe „Stein“ charakterisieren, die aber erst spät als Unterscheidungsmerkmal zum gleichlautenden Dorfnamen eingeführt wurde und eventuell auf den ehemaligen Besitzer, den Rheingrafen zum Stein zurückgeht.

## Sehenswertes
- Liste der Kulturdenkmäler in Stein-Bockenheim
- Ev. Pfarrkirche, Kirchstraße 16; barocker Saalbau von 1723, 1897–1900 nach Brand wiedererrichtet, neugotischer Turm von 1866 bis 1868; der Kirchturm wurde im Mai 1945 zerstört, bis Mai 1955 wurde das Gotteshaus wiederhergestellt, der Kirchturm wurde erst sechs Jahre später wieder vollendet; straßenseitige Stützmauer und Treppenaufgang des 19. Jh.
- Alter Friedhof an der ev. Kirche; ca. 50 gründerzeitliche Grabsteine, zweite Hälfte 19. Jh. um 1910, darunter Grabmal der Familie Ritter um 1900, Bronzeengel von Bildhauer Otto Büchting
- ev. Pfarrhaus, Kirchstraße 11; Fachwerkbau des 17. Jh., massive Ersetzungen 1865/66, Torbogen von 1600
- Rathaus, Bachgasse 15; spätklassizistischer Walmdachbau von 1887
- Wasserbehälter, außerhalb der Gemarkung an der K 7, expressionistisch angeregter Bossenquaderbau von 1927
- Spurenrest der Synagoge, Bachgasse, Ecke Breite Gasse; von 1750 bis 1937 bestand die Synagoge in einem kleinen alten Gebäude, das 1937 versteigert wurde. Das Synagogengebäude wurde völlig umgebaut; es blieben nur einige Sandsteineinfassungen erhalten, unter anderem über einem Tor mit der nur noch teilweise lesbaren Jahreszahl 17xx.[8]

## Wirtschaft
Zur Förderung des Weinleseurlaubs betreibt ein Weingut ein Gästehaus, das vom DEHOGA mit vier Sternen ausgezeichnet wurde.

## Regelmäßige Veranstaltungen
Die alljährliche Kerb findet immer am 3. Wochenende im September statt.

## Persönlichkeiten
- Johann Friedrich Roos (1757–1804), Pädagoge, Philologe und Hochschullehrer
- Philipp Keller (1858–1908), Reichstagsabgeordneter